# Les Rendez-vous de l'Erdre
Les Rendez-vous de l'Erdre est un festival de jazz et de Belle plaisance annuel se déroulant le long de la rivière de l'Erdre.

## Organisation

### Localisation
Le festival a lieu à Nantes et dans les communes de Nort-sur-Erdre, Sucé-sur-Erdre, Carquefou, La Chapelle-sur-Erdre, Petit-Mars, Saint-Mars-du-Désert, Les Touches.

### Festival de jazz

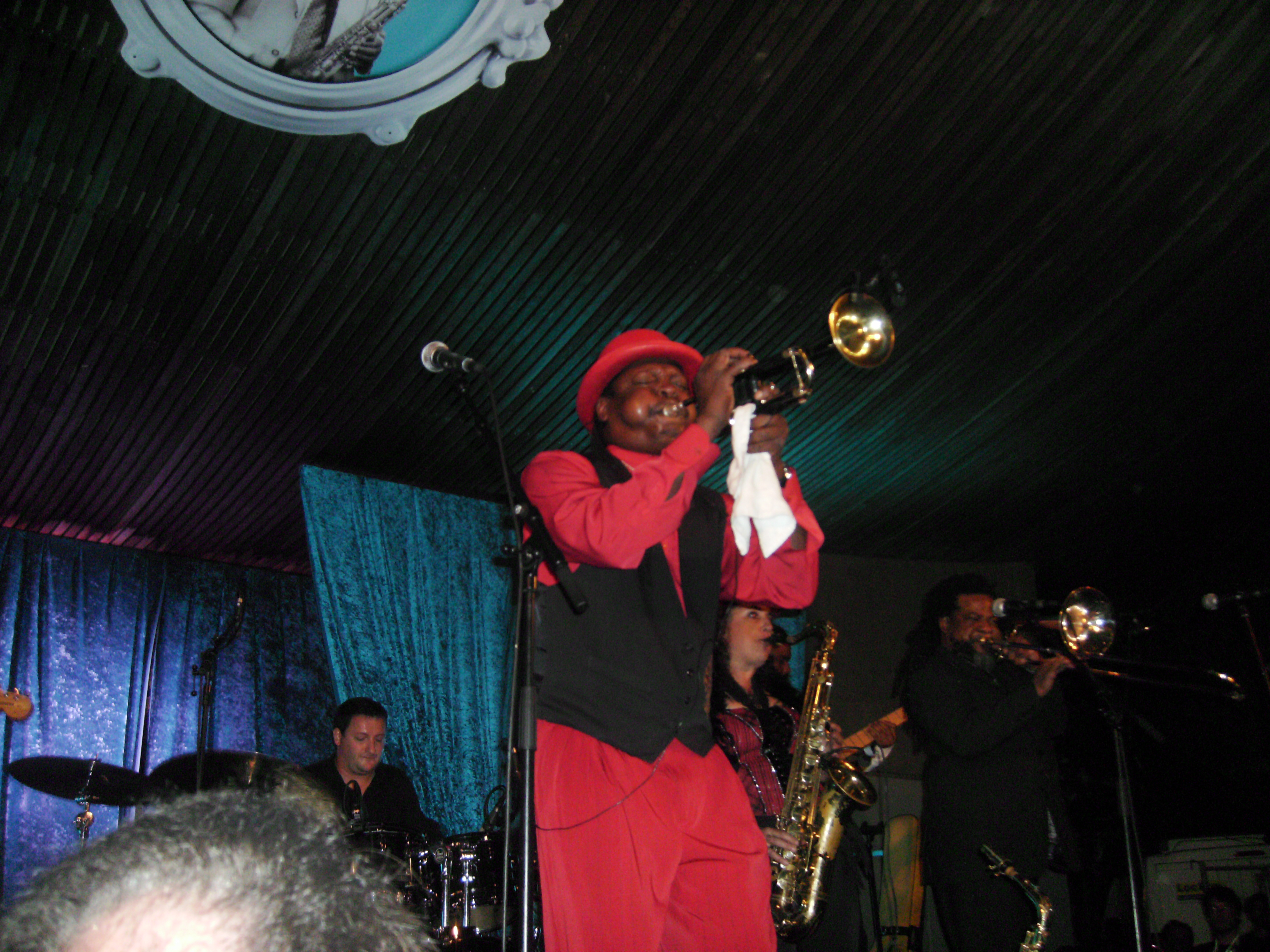
Boney Fields & the Bone's Project sur la scène blues en 2011.

L'objectif artistique des Rendez-vous de l'Erdre est de « permettre l'accès au plus grand nombre à une musique parfois présentée comme élitiste » (Armand Meignan, Directeur artistique de 2005 à 2022).
Installé le long des rives de l’Erdre, le festival propose tous les ans une centaine de concerts gratuits ouverts à tous les types de jazz : du jazz traditionnel à l'electro jazz, du blues au jazz contemporain. Le festival programme des groupes émergents, des grands noms du jazz européen ou international, des artistes de la scène départementale et régionale, des créations, un Tremplin Blues d’envergure nationale.

### Festival de Belle plaisance

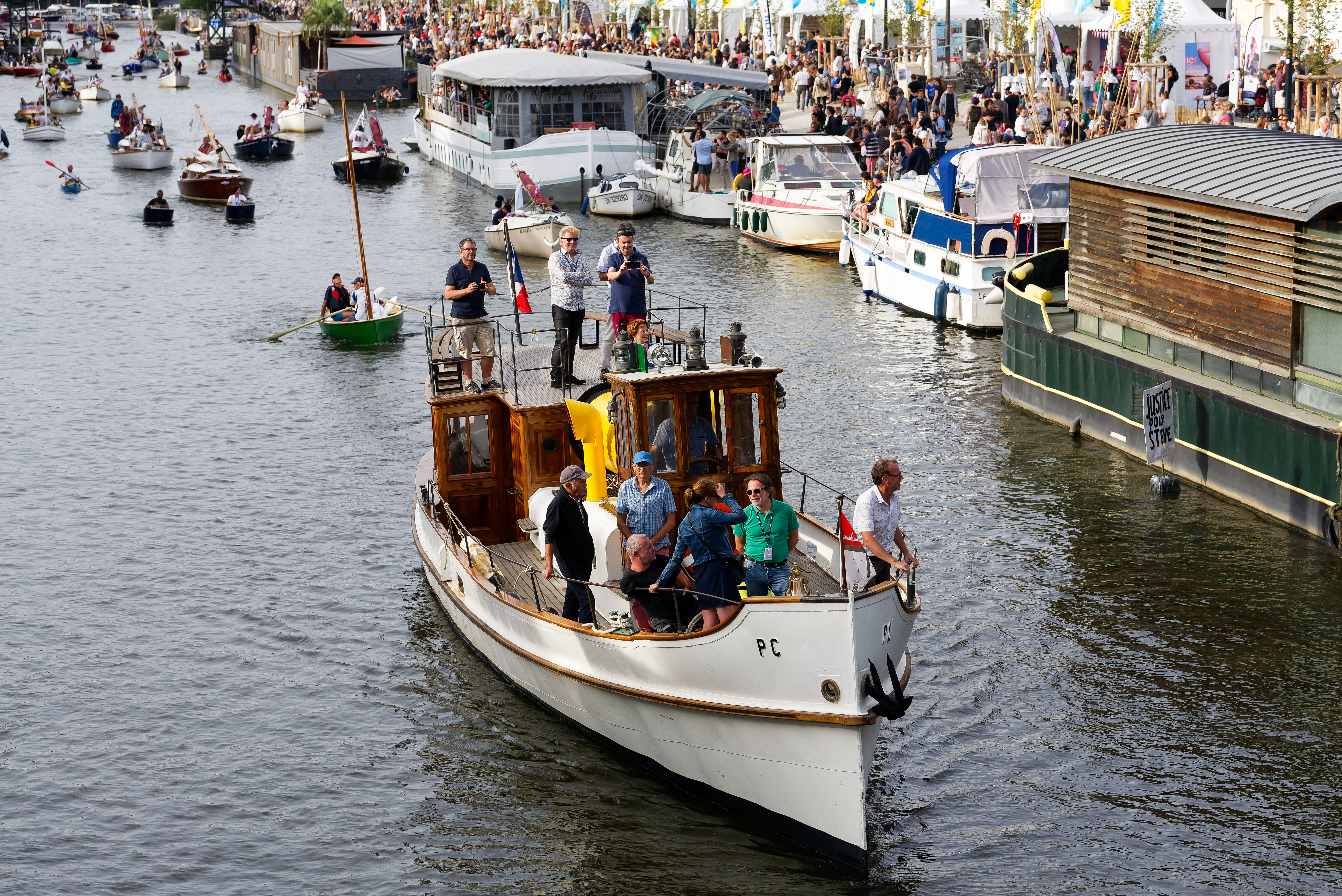
Le Lechalas aux Rendez-vous de l'Erdre 2019.

Simultanément, une rencontre nautique est organisée. Une flottille est réunie à Nort-sur-Erdre et rejointe à Sucé-sur-Erdre.

## Artistes accueillis
Le festival a accueilli des artistes comme Magma, Michel Portal, Bernard Lubat, Henri Texier, Louis Sclavis, Daniel Humair, Médéric Collignon, François Corneloup, Vincent Peirani, China Moses, Alice Russel, Didier Lockwood, Jean-Jacques Milteau, Ron Carter, Rhoda Scott ou encore Archie Shepp.